# 주거 (동오)
주거(朱據, 194년 ~ 250년 또는 195년 ~ 251년)는 중국 삼국 시대 오의 무장으로, 자는 자범(子範)이며, 양주(楊州) 오군(吳郡) 오현(吳縣) 사람이다. 오 4성의 일원인 주씨의 일원으로, 장군 주환의 친족이다.

## 생애
위용 있는 외모에, 어려운 논쟁에도 능했다. 황무 초(222년), 오관낭중에 임명되어 관직 생활을 시작했고, 시어사가 되었다. 당시 선조상서 글염이 탐관오리들을 싫어하여 싹 쓸어버리려고 하자, 일단은 그들의 공적으로 과오를 만회하게 해 등용하되 점차적으로 깨끗한 자들을 등용해서 대체해야지 일거에 전부 쫓아냈다가는 나중에 재앙을 부를 수 있다고 조언했다. 글염은 그러나 한꺼번에 개혁하려고 했고, 결국은 좌천된 관료들이 손권에게 참언하는 바람에 실각, 자결하고 말았다.
문무를 겸비하여 손권으로부터 여몽(呂蒙), 장온(張溫)의 후계자로서 기대받았으며, 건의교위가 되어 병사를 거느리고 호숙에서 주둔했다. 황룡 원년(229년), 손권이 건업으로 천도하자 좌장군이 되어 손권의 딸인 손노육과 결혼했다. 선비들을 겸허히 대하고 재물을 아낌없이 풀었기 때문에, 녹봉이 많았으면서도 항상 쓰기에 모잘랐다고 한다. 가화 중에는 1개당 5백전에 해당하는 큰 돈을 비로소 주조했다. 당시에는 손권이 권세를 준 교사 여일이 감찰권을 가지고 부리는 횡포가 심해 고옹 등의 고관마저도 여일의 감찰에 걸려서 고생을 했다. 주거도 여일에게 걸려 누명을 뒤집어써 고생하게 되었으나 이것이 결정적인 계기가 되어 여일의 횡포도 끝나는데 그 경위는 다음과 같다. 주거의 병사(부곡)가 3만 민(화폐의 단위)을 받아야 했는데, 대장장이 왕수라는 사람이 이를 빼돌렸다. 여일이 이 일을 알자 주거가 돈을 삼켰을 것이라고 의심하고 주거의 관리를 고문하여 매질 끝에 죽여버렸다. 주거는 그 관리가 무고하기 때문에 슬퍼하여 후히 장사지내줬는데, 여일은 이것으로 꼬투리를 잡아 자기 죄를 대신 뒤집어쓰고 죽어줬기 때문에 후히 장사지내줬다고 손권에게 표를 올려버렸다. 손권은 주거를 질책했고, 주거는 스스로 변명할 길이 없어서 자리를 깔고 처벌을 기다리고 있었다. 그런데 전군리 유조가 진상을 파악해 왕수가 돈을 취했다고 손권에게 고했다. 손권은 이에 여일이 사람들을 무고하고 다녔다는 것을 뒤늦게 깨달았고, 여일을 치죄하고 유조에게는 포상을 내렸다.
적오 9년(246년), 표기장군까지 승진했으며, 또 동 12년(249년)에는 2년 전에 보즐이 죽어 공석이 된 승상을 대리하여 까치를 태워 상서에 응하는 제사를 했다. 그러나 손권의 후계를 둘러싸고 태자 손화가 노왕과 손잡고 손패와 싸웠을 때, 손화를 지지해 손권에게 직언한 탓에 분노를 산다. 신도군승으로 좌천되었고, 손권이 병상에 있는 동안에 손홍의 가짜 조칙에 의해 자살을 명령받았다. 향년 57세였다.
표기장군 재임 중, 나중에 오나라의 사공이 되는 맹인(孟仁)을 군리로 삼았었다.

## 친족 관계
- 주거
  - 주부인 (딸, 경황제 손휴의 황후)
  - 주웅
    - 주선

  - 주손(朱損)
- 주환
  - 주이(朱異) (조카[5])

## 같이 보기
- 삼국지 인물 목록